# Amber (deelauto)

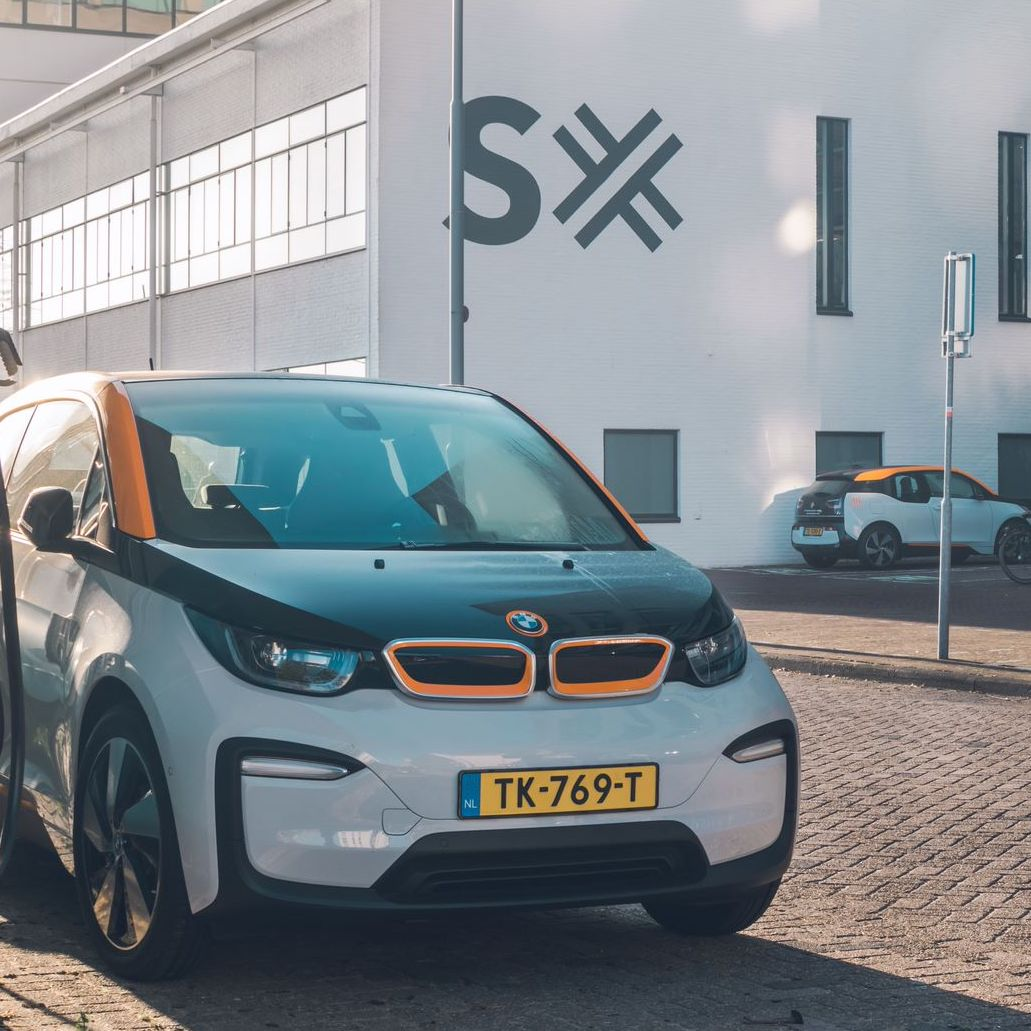
Twee Amber BMW i3's in Eindhoven

Amber was een Nederlands zakelijk en particulier autodeelbedrijf.
Amber werd in 2016 in Eindhoven opgericht. De oprichters wilden minder stilstaande auto’s in de steden, en met moderne technologie zou een deelauto meer gemak kunnen bieden dan een eigen auto, was de achterliggende visie. Investeerders waren onder andere de BMW dealer Pala Group en BOM Brabant Ventures.
Het bedrijf presenteerde zichzelf op de High Tech XL Day in 2016. Men sprak de ambitie uit om een eigen deelauto te ontwikkelen en te produceren, omdat er op de markt geen geschikt model was te vinden. Bij de presentatie werd een prototype van de Amber One getoond.
Een jaar later werden de eerste deelauto’s ingezet bij ABN AMRO. Dit waren niet de eigen auto’s maar de elektrische BMW i3. Na ABN AMRO werd de dienst uitgebreid naar andere zakelijke klanten.
Sinds 2019 kan Amber ook privé worden gebruikt. In 2020 werden de opties voor privégebruik uitgebreid en begon Amber in Eindhoven met een free floating model. Dit is in 2021 uitgebreid naar Tilburg.
Begin 2021 bestaat de vloot van Amber uitsluitend uit BMW i3-modellen. 
In 2022 fuseerde Amber met MyWheels.